# فرفار
الفرفار (الاسم العلمي: Tecomella undulata)، هو نوع من الأشجار، يُعرف محلياً باسم الروهيدا توجد في مناطق صحراء طهار في الهند وباكستان، وأيضًا شبه الجزيرة العربية وفي المناطق الجبلية في سلطنة عمان. إنها شجرة متوسطة القد دائمة الخضرة، تنتج أخشاب جيدة وهي المصدر الرئيسي للأخشاب من بين أنواع الأشجار الأصلية في المناطق الصحراوية في شيخواتي وماروار في راجستان. الاسم التجاري لأنواعها هو ساج الصحراء أو ساج مروار
.

## خصائصها
ينمو الفرفار ليصل إلى ارتفاع سبعة أمتار وساقه قوية متينة ذات قشرة خشنة وأوراقها متقابلة وطول الورقة بين ثلاثة إلى سبعة سنتيمتر وعرضها بين واحد إلى اثنان سنتيمتر. تكون الورقة تامة الحافات ذات شكل متموج وهي مستطيلة وكثيفة. أزهاره كبيرة ولونها برتقالي فاتح وذات شكل قمعي.طول الزهرة بين أربعة إلى خمسة سنتيمتر وتزهر من يناير إلى مايو. ثمار الفرفار على شكل كبسولات طول الواحدة منها بين سبعة عشر إلى ثلاثين سنتيمتر، وبداخل الثمرة مجموعة من البذور المجنحة.

## تكاثرها
تتكاثر أشجار الفرفار عادة عن طريق بالفسيلة وهي نبتة صغيرة تنمو عند قاعدة الشجرة الأم وتكون متصلة بجذورها ثم تفصل هذه الفسائل بعدما تصل إلى طول خمسين سنتيمتر ويكون الفصل بقطع الجذر وزرع الفسيلة في موضع جديد.
تنتشر أشجار الفرفار في سلطنة عمان بالقرب من الأودية وبالتحديد في ولاية الرستاق حيث تنمو بكثرة على سفوح التلال وفي الجبال الشمالية من السلطنة وبالقرب من مياه الأفلاج أو في الأراضي الزراعية المهجورة في المحافظات. ويمكن أن تعيش حتى ارتفاع ثمانية ألاف متر فوق مستوى سطح البحر ولايمكنها مقاومة الجفاف لذلك تنمو بالقرب من مصادر المياه، وقد عرفت أشجار الفرفار منذ القدم في سلطنة عمان ولكن ثمارها لا تنضج في هذه البلاد.

## أهميتها
يدخل جذرالفرفار في صناعة العديد من الأدوات التي تستعمل محليا فمنه تصنع مقابض السكاكين وخشبة بندقية الصمع وتصنع منه آلات خشبية تستخدم لربط الأمتعة وتثبيتها على الجمال. وتصنع من جذوع الفرفار بعض الطبول ويستهلك حطبها اليابس وقودا.